# Plusioporus camerani
Plusioporus camerani är en mångfotingart som beskrevs av Filippo Silvestri 1895. Plusioporus camerani ingår i släktet Plusioporus och familjen Spirostreptidae. Inga underarter finns listade i Catalogue of Life.